# 叶开沅
叶开沅（1926年—2007年），男，浙江衢县人，中国固体力学家，曾任兰州大学力学系系主任、教授、博士生导师，中国力学学会理事。